# Zico Waeytens
Zico Waeytens (Ledegem, 29 settembre 1991) è un ex ciclista su strada belga, professionista dal 2012 al 2019.

## Palmarès

### Strada
- 2009 (Juniores)

Classifica generale Liège-La Gleize
2ª tappa Kroz Istru (Umago > Albona)
Classifica generale Kroz Istru
- 2010 (Davo-Lotto-Davitamon, una vittoria)

Flèche Ardennaise
- 2016 (Giant-Alpecin, una vittoria)

4ª tappa Giro del Belgio (Tremelo > Tongeren)

## Piazzamenti

### Grandi Giri
- Vuelta a España

2015: 157º
2016: ritirato (13ª tappa)

### Classiche monumento
- Milano-Sanremo

2015: 70º
2016: 64º
2019: 123º
- Giro delle Fiandre

2014: 35º
2015: 31º
2016: 87º
2017: ritirato
2018: ritirato
2019: ritirato
- Parigi-Roubaix

2017: ritirato

### Competizioni mondiali
- Campionati del mondo

Città del Capo 2008 - In linea Junior: 47º
Mosca 2009 - In linea Junior: 21º
Copenaghen 2011 - In linea Under-23: 30º
Valkenburg 2012 - In linea Under-23: ritirato
Toscana 2013 - In linea Under-23: 32º

### Competizioni europee
- Campionati europei

Verbania 2008 - In linea Junior: 37º
Offida 2011 - In linea Under-23: 47º